# Dwór w Sielcu
Dwór w Sielcu – klasycystyczny dwór znajdujący się we wsi Sielec w województwie kujawsko-pomorskim (powiat żniński).

## Historia
W 1881 majątek należał do Henryka Potworowskiego. W 1909 był własnością Tadeusza Unruga, a w 1939 – Antoniego Unruga. W 1926 liczył 757 hektarów. Ostatnim posiadaczem Sielca był admirał Józef Unrug, obrońca Helu przed Niemcami podczas kampanii wrześniowej w 1939. Obecnie założenie jest własnością prywatną (Rodziewiczowie) z miejscami noclegowymi i przestrzeniami o funkcjach kulturalnych.

## Architektura
Piętrowy dwór na kamiennym cokole, z parterową przybudówką od strony północnej wzniesiono w pierwszej połowie XIX wieku w formach klasycystycznych. Kryty jest dachem czterospadowym. Ma wejście na osi. 
W jednym z pomieszczeń dworu urządzona została Izba Admiralska – jedyna placówka muzealna na świecie gromadząca pamiątki związane z admirałem Józefem Unrugiem. 

## Otoczenie
Pałac otoczony jest XIX-wiecznym parkiem krajobrazowym o powierzchni 9,7 (lub 12) hektara, który ma częściowo zachowany regularny układ przestrzenny. W parku rosną stare drzewa, m.in.: lipy o obwodzie do 550 cm i jesiony o obwodzie do 410 cm. Park ma unikalne walory przyrodnicze i kulturowe, a w jego obrębie znajduje się ponad dwadzieścia pomników przyrody, jak również dworska nekropolia z jedenastoma nagrobkami (spoczywają tutaj m.in. rodzice admirała Unruga). Dworowi towarzyszą także zabudowania folwarczne i dom zarządcy z przełomu XIX i XX wieku. Dom zarządcy wyposażony jest w drewniany ganek.

## Galeria

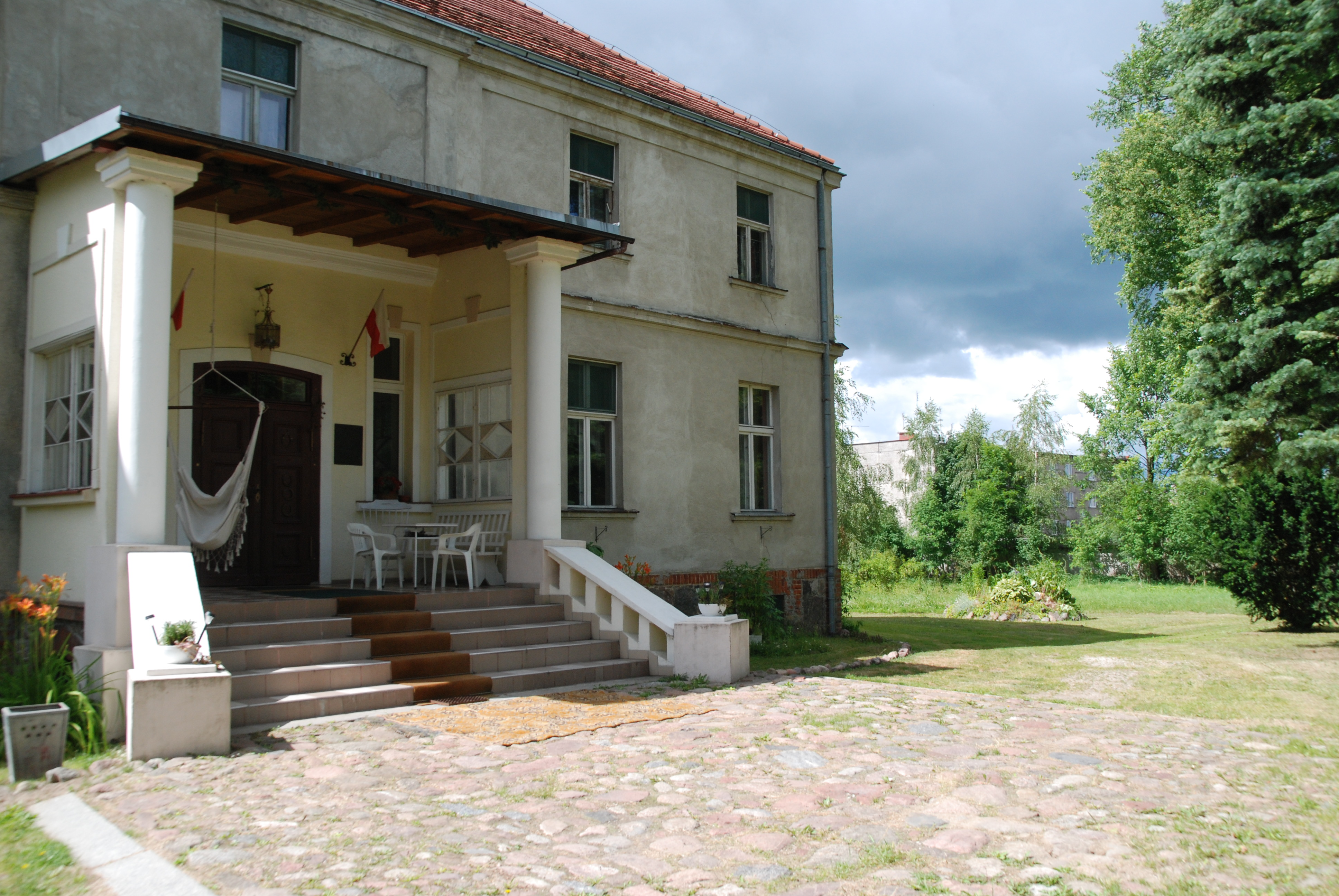
Ganek i wejście
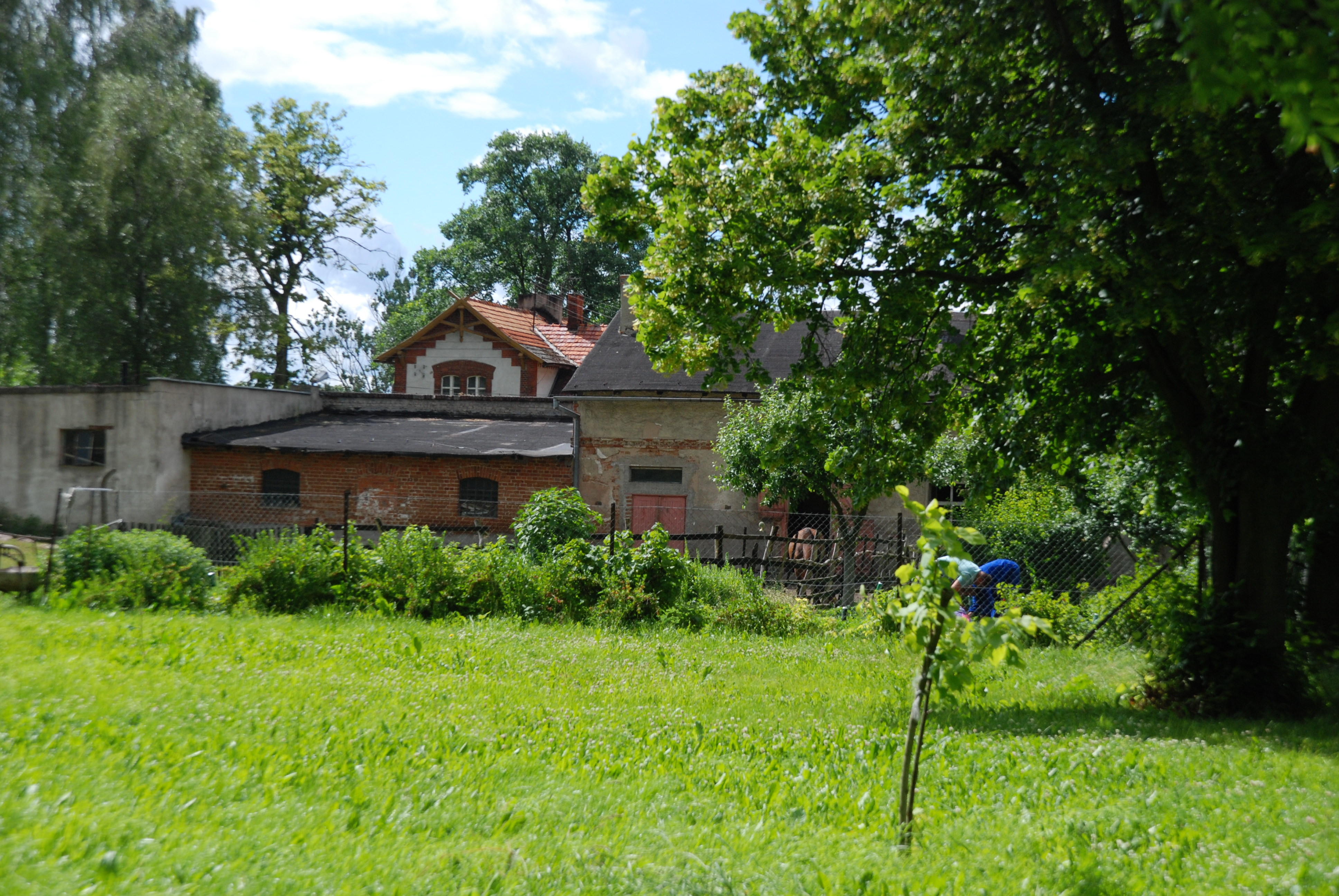
Zabudowania folwarczne